# Karyn Gojnich
Karyn Dale Gojnich (nacida como Karyn Dale Davis, Sídney, 27 de diciembre de 1960) es una deportista australiana que compitió en vela en las clases 470 e Yngling.
Ganó una medalla de plata en el Campeonato Mundial de Yngling de 2008. Participó en tres Juegos Olímpicos de Verano, entre los años 1988 y 2008, ocupando el sexto lugar en Seúl 1988, en la clase 470.

## Palmarés internacional
| \| Campeonato Mundial \| Campeonato Mundial \| Campeonato Mundial \| Campeonato Mundial \| \| Año \| Lugar \| Medalla \| Clase \| \| ------------------ \| ---------------------- \| ------------------ \| ------------------ \| \| 2008 \| Miami (Estados Unidos) \| Medalla de plata \| Yngling \| |                        |                  |         |
| Campeonato Mundial |                        |                  |         |
| Año | Lugar                  | Medalla          | Clase   |
| 2008 | Miami (Estados Unidos) | Medalla de plata | Yngling |